# Coupe du Roi d'Arabie saoudite de football 2025-2026
Navigation
Coupe du Roi d'Arabie 2024-2025 Coupe du Roi d'Arabie 2026-2027
La Coupe du Roi d'Arabie saoudite de football 2025-2026 est la 51e édition de la Coupe du Roi d'Arabie saoudite de football organisé par la Fédération d'Arabie saoudite de football (SAFF).
La compétition est une phase à élimination directe sur un seul match composée de trente-deux équipes :
- les dix-huit équipes de Saudi Pro League 2024-2025 ;
- quatorze équipes issue de Saudi First Division League 2024-2025.

Le vainqueur participera à la Ligue des champions 2 2026-2027 ainsi qu'à la Supercoupe d'Arabie saoudite.

## Participants
| Club            | Ville          | Classement 2024-2025 | Division 2025-2026          |
| --------------- | -------------- | -------------------- | --------------------------- |
| Al-Ittihad Club | Djeddah        | 1er SPL              | Saudi Pro League            |
| Al-Hilal FC     | Riyad          | 2e SPL               | Saudi Pro League            |
| Al-Nassr FC     | Riyad          | 3e SPL               | Saudi Pro League            |
| Al-Qadisiyah FC | Khobar         | 4e SPL               | Saudi Pro League            |
| Al-Ahli FC      | Djeddah        | 5e SPL               | Saudi Pro League            |
| Al-Shabab FC    | Riyad          | 6e SPL               | Saudi Pro League            |
| Al-Ettifaq FC   | Dammam         | 7e SPL               | Saudi Pro League            |
| Al-Taawoun      | Buraydah       | 8e SPL               | Saudi Pro League            |
| Al-Kholood Club | Ar Rass        | 9e SPL               | Saudi Pro League            |
| Al-Fateh SC     | Al-Hasa        | 10e SPL              | Saudi Pro League            |
| Khaleej FC      | Saihat         | 11e SPL              | Saudi Pro League            |
| Al-Riyadh FC    | Riyad          | 12e SPL              | Saudi Pro League            |
| Al-Fayha FC     | Al-Majma'ah    | 13e SPL              | Saudi Pro League            |
| Damac FC        | Khamis Mushait | 14e SPL              | Saudi Pro League            |
| Al-Okhdoud Club | Najran         | 15e SPL              | Saudi Pro League            |
| Neom SC         | Neom           | 1er SFDL             | Saudi Pro League            |
| Al-Najma SC     | Unaizah        | 2e SFDL              | Saudi Pro League            |
| Al-Hazem SC     | Ar Rass        | 3e SFDL              | Saudi Pro League            |
| Al-Wehda SFC    | La Mecque      | 16e SPL              | Saudi First Division League |
| Al-Orobah FC    | Sakaka         | 17e SPL              | Saudi First Division League |
| Al-Raed FC      | Buraydah       | 18e SPL              | Saudi First Division League |
| Al-Jabalain FC  | Haïl           | 4e SFDL              | Saudi First Division League |
| Al-Adalah FC    | Al-Hassa       | 5e SFDL              | Saudi First Division League |
| Al-Bukiryah FC  | Buraydah       | 6e SFDL              | Saudi First Division League |
| Al-Tai FC       | Haïl           | 7e SFDL              | Saudi First Division League |
| Abha Club       | Abha           | 8e SFDL              | Saudi First Division League |
| Al-Zulfi FC     | Zulfi          | 9e SFDL              | Saudi First Division League |
| Jeddah Club     | Djeddah        | 10e SFDL             | Saudi First Division League |
| Al Batin FC     | Hafar Al-Batin | 11e SFDL             | Saudi First Division League |
| Al-Arabi SC     | Unaizah        | 12e SFDL             | Saudi First Division League |
| Al-Jubail Club  | Al-Jubayl      | 13e SFDL             | Saudi First Division League |
| Al-Faisaly FC   | Harmah         | 14e SFDL             | Saudi First Division League |

### Seizièmes de finale
| Équipe | Score | Équipe |
| ------ | ----- | ------ |
|        | -     |        |
|        | -     |        |
|        | -     |        |
|        | -     |        |
|        | -     |        |
|        | -     |        |
|        | -     |        |
|        | -     |        |
|        | -     |        |
|        | -     |        |
|        | -     |        |
|        | -     |        |
|        | -     |        |
|        | -     |        |
|        | -     |        |
|        | -     |        |

### Huitièmes de finale
| Équipe | Score | Équipe |
| ------ | ----- | ------ |
|        | -     |        |
|        | -     |        |
|        | -     |        |
|        | -     |        |
|        | -     |        |
|        | -     |        |
|        | -     |        |
|        | -     |        |

### Quarts de finale
| Équipe | Score | Équipe |
| ------ | ----- | ------ |
|        | -     |        |
|        | -     |        |
|        | -     |        |
|        | -     |        |

### Demi-finales
| Équipe | Score | Équipe |
| ------ | ----- | ------ |
|        | -     |        |
|        | -     |        |

### Finale
| Équipe | Score | Équipe |
| ------ | ----- | ------ |
|        | -     |        |